# A Walk in the Park
Singles de Namie Amuro
Sweet 19 Blues
(1996) Can You Celebrate?
(1997)
 A Walk in the Park  est le 6e single régulier de Namie Amuro sorti sur le label Avex Trax, ou le 8e sous son seul nom en comptant les deux sur le label Toshiba-EMI.
Il sort le 27 novembre 1996 au Japon, écrit et produit par Tetsuya Komuro. C'est le quatrième single d'Amuro à atteindre la 1re place du classement de l'Oricon et à dépasser le million de ventes. Il se vend à 223 000 exemplaires la première semaine, et reste classé pendant 16 semaines, pour un total de 1 066 580 exemplaires vendus. 
La chanson-titre a été utilisée comme thème pour une campagne publicitaire de la société Hitachi Maxell. Elle apparaît dans une version remixée sur l'album Concentration 20, et plus tard dans sa version originale sur l'album compilation 181920. Les autres titres du single en sont des versions remixées.

## Liste des titres
Toutes les paroles sont écrites par Tetsuya Komuro.
| 1. | a walk in the park -STRAIGHT RUN-                | 5:39 |
| 2. | a walk in the park -FABULOUS FREAK BROTHERS MIX- | 7:01 |
| 3. | a walk in the park -BACK TRACK WITH TK-          | 5:36 |